# 索金–美特蘭堂
索金–美特蘭堂（英語：Saugeen-Maitland Hall）是加拿大安大略省倫敦西安大略大學的男女混合學生住宿舍堂，目前有1250個宿位，是校園內最大的學生宿舍。
索金–美特蘭堂是兩棟宿舍的組合，建在同一地基及地面樓層上。索金位於東側，美特蘭位於西側。該舍堂設有飯堂、小食店、健身房及音樂練習室等。最近的一次翻修工程於2016年完成，其中包括耗資340萬加元的飯堂。

## 外部連結
- University of Western Ontario homepage （页面存档备份，存于）
- Saugeen Maitland Hall Home Page
- University Students' Council （页面存档备份，存于）
- Saugeen-Maitland Hall, UWO Housing （页面存档备份，存于）
- Obituary of Darlene Wells, Saugeen's long time administrative secretary